# كريستينا سو
كريستينا سو (بالإنجليزية: Kristina Sue)‏ هي لاعبة اتحاد الرغبي نيوزيلندية، ولدت في 13 مارس 1987.